# Nemopalpus
Nemopalpus är ett släkte av tvåvingar. Nemopalpus ingår i familjen fjärilsmyggor.

## Dottertaxa tillNemopalpus, i alfabetisk ordning[1]
- Nemopalpus acaenohybos
- Nemopalpus antillarum
- Nemopalpus arroyoi
- Nemopalpus brejetubensis
- Nemopalpus brevinervis
- Nemopalpus capensis
- Nemopalpus capixaba
- Nemopalpus concolor
- Nemopalpus dampfianus
- Nemopalpus davidsoni
- Nemopalpus dissimilis
- Nemopalpus espiritosantoensis
- Nemopalpus flavus
- Nemopalpus immaculatus
- Nemopalpus ledgeri
- Nemopalpus mopani
- Nemopalpus moralesi
- Nemopalpus multisetosus
- Nemopalpus nearcticus
- Nemopalpus orientalis
- Nemopalpus pallipes
- Nemopalpus patriciae
- Nemopalpus phoenimimos
- Nemopalpus pilipes
- Nemopalpus rondanica
- Nemopalpus stenygros
- Nemopalpus sziladyi
- Nemopalpus torrealbai
- Nemopalpus transvaalensis
- Nemopalpus unicolor
- Nemopalpus vietnamensis
- Nemopalpus youngi
- Nemopalpus yucatanensis